# Ferry Aid
Ferry Aid è un gruppo musicale di cantanti britannici famosi, che nel 1987 si riunirono per incidere una cover del brano Let It Be dei Beatles, i cui proventi erano destinati ai parenti delle vittime di un disastro del mare avvenuto a Zeebrugge (Belgio), sulla scia di altre operazioni canore benefiche degli anni ottanta (Do They Know It's Christmas? cantata dalla Band Aid nel 1984 e We Are the World cantata dagli USA for Africa nel 1985).
All'incisione ha preso parte anche Paul Mc Cartney, autore della canzone nel 1969, che ha cantato i versi iniziali mantenendo il frammento della versione edita, mentre l'arrangiamento è stato modificato, inserendo sonorità più rock.
Fra gli altri partecipanti (fra parentesi il gruppo di appartenenza): Boy George (Culture Club), Kate Bush, Nick Kamen, Paul King (King), Mark King (Level 42), Taffy, Pepsi & Shirlie, Mel & Kim, Doctor & the Medics, Gary Moore, Mark Knopfler (Dire Straits), Kim Wilde, Curiosity Killed the Cat, Mandy Smith, Bananarama.